# Tri generacije ljudskih prava
Podjelu ljudskih prava na tri generacije prvotno je predložio češki pravnik Karel Vasak na Međunarodnom institutu za ljudska prava u Strasbourgu 1979. godine, iako je taj koncept upotrijebio već ranije, u studenom 1977. godine. Vasakove su teorije prvenstveno prihvaćene u europskom pravu.
Njegova podjela slijedi tri gesla Francuske revolucije: Sloboda, jednakost, bratstvo. Tri se generacije prava razabiru u pojedinim člancima Povelje Europske unije o temeljnim pravima
Opća deklaracija o ljudskim pravima UN-a uključuje prava prve generacije kao i ona koja se smatraju drugom generacijom prava.

### Ljudska prava prve generacije
Ljudska prava prve generacije, koja se ponekad nazivaju "plavim" pravima, u osnovi se bave slobodom i sudjelovanjem u političkom životu. Ona su građanske i političke naravi: služe zaštiti pojedinca od pretjeranog pritiska i utjecaja države. Prava prve generacije uključuju, između ostalog, pravo na život, jednakost pred zakonom, slobodu govora, slobodu vjeroispovijesti, imovinska prava, pravo na pošteno suđenje i pravo glasa. Neka od tih prava, poput prava na primjereno postupanje tijela države prema građaninu, potječu iz Magna Carte iz 1215. i Prava Engleza koja su propisana u engleskoj Povelji o pravima iz 1689. godine. Potpuniji popis ljudskih prava prve generacije sadržan je u francuskoj Deklaraciji o pravima čovjeka i građanina iz 1789. i Povelji o pravima Sjedinjenih Država iz 1791. godine. Ta su prava na globalnoj razini propisana i dobila status u međunarodnom pravu 1948. ponajprije člancima 3 do 21 Opće deklaracije o ljudskim pravima, te 1966. godine u Međunarodnom paktu o građanskim i političkim pravima. U Europi su ugrađeni u Europsku konvenciju o ljudskim pravima 1953. godine.

### Ljudska prava druge generacije
Ljudska prava druge generacije povezana su, po Vasakovoj podjeli, s jednakošću građana. Vlade su ih počele priznavati nakon Drugog svjetskog rata. Ona su u osnovi ekonomske, socijalne i kulturne prirode. Ona jamče jednake uvjete i tretman pripadnicima različitih skupina građana. Sekundarna prava uključuju i pravo da se bude zaposlen pod pravednim i sigurnim uvjetima, pravo na hranu, stanovanje i zdravstvenu zaštitu, kao i pravo na socijalnu sigurnost i naknadu za nezaposlene. Kao i prava prve generacije, ona su također obuhvaćena Općom deklaracijom o ljudskim pravima u člancima 22. do 28. Definirana su i Međunarodnim paktom o ekonomskim, socijalnim i kulturnim pravima. U SAD-u, predsjednik Franklin D. Roosevelt tijekom službenog govora o stanju nacije 11. siječnja 1944. predložio je Drugu povelju o pravima, koja velikim dijelom pokriva ovu drugu generaciju ljudskih prava. Danas su mnoge zemlje, države ili skupine nacija usvojile pravno obvezujuće deklaracije koje jamče poštovanje i primjenu sveobuhvatnog skupa ljudskih prava, poput Europske socijalne povelje.
Ova se prava ponekad nazivaju "crvenim" pravima i pripadaju kategoriji pozitivnih prava. Ona nameću vladama obvezu da ih poštuju, promoviraju i ispunjavaju, iako njihovo ispunjavanje ovisi o dostupnosti resursa. Ova se dužnost nameće državama jer su one adrese koje raspolažu resursima te su dužne učiniti sve da bi ostvarivala ova pozitivna prava.
Svjetska konferencija o ljudskim pravima 1993. usprotivila se razlikovanju građanskih i političkih prava (negativna prava) od ekonomskih, socijalnih i kulturnih prava (pozitivna prava). Bečka deklaracija i akcijski program proglašava da su "sva ljudska prava univerzalna, nedjeljiva, međusobno ovisna i povezana."

### Ljudska prava treće generacije
Ljudska prava treće generacije ona su prava koja nadilaze puka građanska i socijalna prava, a definirana su u mnogim naprednim dokumentima međunarodnog prava, uključujući Štokholmsku deklaraciju donesenu na UN-ovoj Konferenciji o ljudskom okolišu 1972. godine, ujedno i prvoj svjetskoj konferenciji o zaštiti okoliša. Potom je, kronološki, važna Deklaracija iz Rija, donesena na UN-ovoj Konferenciji o okolišu i razvoju (poznatoj i kao Summit o Zemlji) održanoj u Rio de Janeiru 1992. kao i neki drugi "meki zakoni".
Ljudska prava svrstama u prava treće generacije poznata su i kao solidarna ljudska prava jer pokušavaju nadići okvire osobnih prava i usmjeriti se na kolektivne koncepte, poput zajednice, ili općenito ljudi. Međutim, pojam treće generacije ljudskih prava još se koristi uglavnom neslužbeno, baš kao i njihov često korišten sinonim "zelena" prava.
Ona obuhvaćaju širok spektar prava, uključujući:
- Grupna i kolektivna prava
- Pravo na samoodređenje
- Pravo na ekonomski i socijalni razvoj
- Pravo na zdrav okoliš
- Pravo na prirodne resurse
- Pravo na komunikaciju i komunikacijska prava
- Pravo na sudjelovanje u kulturnoj baštini
- Prava na međugeneracijsku pravednost i održivost

Neke zemlje imaju ustavne mehanizme za zaštitu prava treće generacije. Primjeri su mađarski Parlamentarni povjerenik za buduće generacije, Odbor za budućnost u finskom parlamentu i nekadašnja Komisija za buduće generacije u Knessetu u Izraelu.
I neke međunarodne organizacije imaju urede za zaštitu takvih prava. Primjer je Visoki povjerenik za nacionalne manjine Organizacije za europsku sigurnost i suradnju. Glavna uprava za okoliš Europske komisije odredila si je za misiju "zaštitu, očuvanje i poboljšanje okoliša za sadašnje i buduće generacije te promicanje održivog razvoja".

### Pomalja se i četvrta generacija ljudskih prava
Nekoliko analitičara tvrdi da se pojavljuje i četvrta generacija ljudskih prava. Ona bi uključivala prava koja nisu uključena u treću generaciju te rekonceptualizaciju prava prve i druge generacije, posebno u odnosu na tehnološki razvoj, informacijsko-komunikacijske tehnologije i kibernetički prostor, a primjer je pravo na privatnost (GDPR).
Njihov sadržaj mnogima nije jasan i oko tih prava ne postoji konsenzus. U četvrtu generaciju uključuju se neka prava iz treće generacije, poput prava na zdrav okoliš ili nekih aspekata povezanih s bioetikom. Neki analitičari vjeruju da četvrtu generaciju čine ljudska prava u odnosu na nove tehnologije, dok drugi radije govore o digitalnim pravima kao što su:
- Pravo na digitalno postojanje
- Pravo na digitalni ugled
- Pravo na digitalni identitet
- Pravo na digitalnu anonimnost

Neki pak ukazuju na bitnu razliku između prve tri generacije ljudskih prava koja se odnose na ljudsko biće kao člana društva, dok se četvrta generacija prava odnosi na čovjeka kao vrstu.